# Luis Jiménez Martos
Luis Jiménez Martos (Córdoba, 2 de diciembre de 1926-Madrid, 25 de junio de 2003) fue un poeta, narrador y crítico literario español.

## Biografía
Su infancia y primera juventud transcurrieron en Córdoba. Estudia Derecho en las universidades de Sevilla y Granada. Funda las revistas de poesía Veleta (1952) y Arkángel (1953-1954) y colabora en el Diario Córdoba y en la revista Cántico.
En 1954 organiza y presenta el primer homenaje en territorio español a Antonio Machado, después de su muerte. Tiene lugar en Baeza, con las adhesiones de numerosos poetas como Leopoldo de Luis, Ramón de Garciasol, Rafael Laffón, la revista Ínsula, etc. En 1955 se traslada definitivamente a Madrid y empieza a colaborar como crítico en Cuadernos Hispanoamericanos, Piel de España y Ágora. Comienza a trabajar en 1956 en la Editorial Aguilar como corrector tipográfico, y más tarde como redactor del Pregón de las novedades editoriales. Este sería su trabajo estable hasta la desaparición de la firma en la década de los ochenta. En Aguilar dirige y elabora las series anuales Antología de la poesía española (1957-1966) y Poesía hispánica (1967-1968), resumen de toda la poesía del momento, con nombres que van desde Rafael Alberti y Vicente Aleixandre a José Manuel Caballero Bonald o José Agustín Goytisolo, Julio Aumente, Gabriel Celaya, Salvador Espriu, José García Nieto, José Hierro, Juan Antonio Villacañas, Manuel Alcántara, Federico Muelas, Carlos Murciano. Aportó la novedad de incluir secciones para la poesía hispanoamericana y la poesía gallega, vasca y catalana en sus propias lenguas, (lo que originó algunos problemas con la Censura), con traducción al castellano. Las antologías se nutrían de lo publicado en poesía durante el año en libros y revistas. 
En 1963 la editorial Rialp le propone sustituir a José Luis Cano, que acababa de dimitir, como director de la Colección Adonais. Dirige la colección y forma parte  del jurado del Premio Adonais de Poesía durante cuarenta años, hasta 2003, simultaneando esta colaboración con su trabajo en Aguilar. Fruto de su experiencia es el libro Mis memorias de Adonais (1996).
Su primer libro de poemas es la elegía Por distinta luz (1963), con el que inicia un poemario donde la experiencia autobiográfica aunada a un entramado personalísimo de imágenes, un verbo contenido, preciso y elegante, de palabra esencial y hondas resonancias, emergen como señas de identidad permanentes. Le siguen y destacan Encuentro con Ulises (1969), Premio Nacional de Literatura 1969, en donde el mar y la libertad se conjugan como temas vertebrales; Con los ojos distantes (1970), memoria de lo pasado y perdido; Los pasos litorales (1972), donde la naturaleza marítima adquiere entidad de personaje plurisemántico, en un personal recorrido descriptivo desde Cádiz a Finisterre; Madre de mi ceniza (1982), Premio de Poesía Castellana Villa de Martorell, un único y largo poema cuyo hilo conductor es la experiencia de la muerte de su madre; Molino de Martos (1985), una vuelta a las “raíces”, a su Córdoba natal, un recorrido melancólico por los orígenes; Casida del Buen Suceso (1988), Premio Ibn Zaydun de Poesía 1987, poemario amoroso, con Granada como escenario, donde ya el título alude al nombre de la calle donde se inició la experiencia amorosa. En 1993 publica Monólogo del Río Grande referido al río Guadalquivir, personificación de un viajero en un recorrido por Andalucía. En Celebraciones (1998) reúne poemas de variada temática, de júbilo, de homenaje, satíricos.  En su último poemario Caerse desde la tarde al rompeolas (2001) planea sobre lo vivido,  las raíces y la memoria. Publicó en 1999 una antología personal de toda su obra titulada La muerte, el mar y las raíces.
De su obra en prosa destacan lo que él mismo bautizaría con el nombre de Tientos, pequeños apuntes sobre diversos temas, entre el ensayo y la prosa poética, exquisitas reflexiones, con gusto por el pequeño detalle y profundamente irónicas: Tientos (1969), Tientos de la pluma y el plumero (1976), Tientos de los toros y su gente (1981), Tientos del arca y el aire (1991). En 1964 publica Leyendas andaluzas, conjunto de narraciones en donde se mezclan lo mágico y lo popular.
Como crítico de poesía destaca su colaboración ininterrumpida en La estafeta literaria desde 1957 hasta 1982. Su Informe sobre poesía española (siglo XX) (1976) es una panorámica histórica y crítica de la poesía española del siglo XX. Escribe diversos estudios y antologías monográficas como Rimas, leyendas y cartas de Bécquer (1970), Antonio Machado (1976), Poesía completa de San Juan de la Cruz (1978), Poesía completa de Garcilaso de la Vega (1979), Villaespesa (1977), Quevedo, poesía de España, la muerte y Dios (1980).
Gran conocedor de la poesía de su tiempo seleccionó como antólogo además de las Antologías de Aguilar, Nuevos poetas españoles (1961), donde aparecen nombres como Gloria Fuertes, José Ángel Valente, Claudio Rodríguez, Manuel Alcántara, etc. , Poetas del sur (1964), La generación poética de 1936 (1972), una de su más valiente y controvertida antología, que agrupa por primera vez a poetas como Luis Rosales, Juan Gil-Albert, Leopoldo Panero, Miguel Hernández, Arturo Serrano Plaja, Gabriel Celaya, etc., y las antologías de Adonais: Antología General de Adonais (1943-1968), Antología General de Adonais (1969-1989).
Escribió varias biografías, entre las que destaca la publicada sobre Juan Valera, al que profesaba una gran admiración, Valera: un liberal entre dos fuegos (1973). En 1974 gana el Premio Juan Valera por varios artículos en prensa sobre el escritor. 
Su actividad como animador de lecturas poéticas, tertulias, presentaciones, fue muy extensa, intensificándose en su etapa como director del Aula de Poesía del Ateneo de Madrid, durante los años 1974-1980. Fue cofundador (1980), Miembro Honorario y colaborador de la Asociación Prometeo de Poesía, de Madrid.

## Obra literaria

### Poesía
- Por distinta luz, La Muestra 1963
- Encuentro con Ulises, Rialp, Adonais, Madrid, 1969, Premio Nacional de Literatura 1969
- Con los ojos distantes, El toro de granito, Ávila, 1970
- Los pasos litorales, Aguilar, Madrid, 1976
- Madre de mi ceniza, Rialp, Adonais, 1982, Premio de Poesía Castellana Villa de Martorell 1982
- Molino de Martos, Asociación de Escritores y Artistas Españoles, col. Julio Nombela, Madrid, 1985
- Casida de Buen Suceso, Instituto Hispano-Árabe de Cultura, Madrid, 1988, Premio Ibn Zaydun de Poesía 1987
- Monólogo del Río Grande, Cuadernos de Ulía, Fernán Núñez (Córdoba), 1993
- Celebraciones, Cajasur de Córdoba, col. Cuadernos de Sandua, 1998
- La muerte, el mar, y las raíces (Antología de autor), Rialp, Adonais, 1999
- Caerse desde la tarde al rompeolas, Diputación Provincial de Cáceres, 2001

### Prosa
- Historia de Juan Opositor, Gráficas Tricolofán, Córdoba, 1956
- Leyendas Andaluzas, Aguilar, Madrid, 1964, reeditada por Espasa-Calpe, Madrid 1990.
- “El toro verde”, Spanische Erzählungeen, DTV, 1992
- Tientos, Publicaciones de la Librería Anticuaria, Guadalhorce, Málaga, 1969
- Tientos de la pluma y el plumero, Guadalhorce, Málaga, 1976
- Tientos de los toros y su gente, Rialp, Libros de bolsillo, Madrid, 1981
- Tientos del arca y el aire, Diputación Provincial, col. Comunicación, Córdoba, 1991

### Crítica literaria y antologías
- Nuevos poetas españoles, Ágora, Madrid, 1961
- A nova poesía española, Rumo, Lisboa, 1962
- “Los sonetos” (de Carlos Edmundo de Ory), EN, n.º 259, Madrid, 1964
- Poetas del Sur, Alcaraván, Arcos de la Frontera, 1964
- Antología de la poesía española, 10 vols., Aguilar, 1957-1966
- Poesía hispánica, 2 vols., Aguilar, Madrid, 1967 y 1968
- Rimas, leyendas y cartas de Bécquer, Magisterio Español, Madrid, 1970
- La Generación poética de 1936, Plaza & Janés, Barcelona, 1972
- Valera (un liberal entre dos fuegos), Epesa, Madrid, 1973
- Antonio Machado, Magisterio Español, Madrid, 1976
- Informe sobre poesía española, siglo XX, Planeta – Prensa Española – Magisterio Español, Madrid, 1976
- Poesías completas (de San Juan de la Cruz), Magisterio Español, Madrid, 1977
- Villaespesa, Publicaciones Españolas, Madrid, 1977
- Poesías completas (de Garcilaso de la Vega), Magisterio Español, Madrid, 1978
- Quevedo: poesía de España, la muerte y Dios, Magisterio Español, Madrid, 1980
- Juan Ramón Jiménez: 35 poemas del mar, Rialp, Adonais, n.º 389, Madrid, 1981
- Reflexiones sobre mi poesía, Magisterio Español, Madrid, 1983
- Antología General de “Adonais” (1943 – 1968), Rialp, 1989
- Antología General de “Adonais” (1969 – 1989), Rialp, 1989
- Mis memorias de “Adonais” (1963-1993), Libertarias, Prodhufi S.A., Madrid, 1996

### Crítica de arte
- Povedano, Servicio de Publicaciones del Ministerio de Educación y Ciencia, Madrid, 1974
- Venancio, Servicio de Publicaciones del Ministerio de Educación y Ciencia, Madrid, 1978